# Киреев, Максим Владимирович
Максим Владимирович Киреев (род. 7 августа 1960 года, Москва, РСФСР, СССР) — советский и российский художник, член-корреспондент РАХ (2023).

## Биография
Дизайнер, график, фотограф
Родился 7 августа 1960 года в Москве, где живёт и работает.
В 1983 году — окончил художественно-графический факультет Московского государственного педагогического института имени В. И. Ленина, где учился у В. А. Дрезниной, С. И. Дудника, В. В. Токаревой, руководитель диплома — Б. В. Лушников.
С 1985 по 1992 годы — художник-оформитель ВНИИРТ (позднее — НИИТФА), с 1992 по 1995 годы — художник-оформитель рекламного агентства «АРК Метапресс», с 2004 по 2015 годы — начальник отдела рекламы «РАМ Холдинг».
С 2013 года — преподаватель академического рисунка Детской художественной школы имени В. А. Серова; с 2015 по 2024 годы — руководитель и автор проектов Экспериментальных творческих мастерских Поволжского отделения РАХ и ТСХР.
С 2002 года — член Творческого союза художников России.
С 2020 года — член Московской областной общественной организации «Союз художников».
В 2016 году — избран почётным членом, в 2023 году — избран членом-корреспондентом Российской академии художеств от Отделения дизайна.
С 2009 года - член правления и председатель секции «Арт-фото» ТСХР, с 2017 года - член правления МО ТСХР, председатель и член жюри многих фотоконкурсов.

## Творческая деятельность
Основные произведения
- графический дизайн: разработка товарного знака ВНИИТФА (1990), элементов фирменного стиля и наружной рекламой для банков «Менатеп», «Московия», «Прагма Банка», «Кредитимпэкс Банка», «Русского продовольственного банка», фирмы «Ратмир-Инвест», «Элекком холдинга», компании «Трубоимпэкс» и других (1992—1993); разработка сувенирной продукции, курирование элементов фирменного стиля и наружной рекламой банка «Менатеп» (1993—2001); разработка коллекции сувенирной продукции для зарубежных партнеров и курирование экспозиций компании "НК «Юкос» (2001—2004) на международных мероприятиях: РЭФ (Лондон, 2002—2004), Международная выставка «300 лет Санкт-Петербургу. Россия, открытая миру» (Лондон, Барбикан-центр, 2002); ребрендинг компании «Рамфуд» (2007 г.); разработка сувенирной продукции для Авиационного холдинга «Сухой» (2007); автор дизайна плакатов и баннеров к 80-ти выставочным проектам.
- станковая графика: серии «Борисоглеб» (1981—1999), «Моя Москва» (1981—1999), «Архангельское» (2018—2020, шелкография), «Подмосковье» (2018—2024).
- фотография: cерии «London Town» (2004—2008), «В Москве священной нам и милой» (2005—2020), «Память» (2006—2020), «Геометрия формы» (2008—2020), «Образы Зураба Церетели» (2009—2020), «MAX∙IMP∙ART / Невозможности возможного» (2018—2020), «Сэр Ленинград, Петербург, Петроградище!» (2014—2022), «Графика асфальта» (2018—2024), «Поверхность» (2015—2024), «Столы и стулья» (2000—2024).

Составитель и дизайнер каталогов выставок «И помнит мир спасенный» (2015); «Память» (2015), «АртОбнажение» (2017), «Antinomia / реальность наизнанку» (2018), «СНЕГ∙NIX∙SNOW» (2019), «Свет форма цвет» (2020), «Ограничение. От Ветхого Завета до Сovid-19» (2021), «Н2О» (2022), «Experiment» (2023) для Экспериментальных творческих мастерских Поволжского отделения РАХ и ТСХР.
Произведения находятся в собраниях Музейно-выставочного объединения Российской академии художеств (Москва), Министерства обороны РФ, Калужского музея изобразительных искусств, Тульского областного художественного музея, Музейно-выставочного комплекса «Волоколамский кремль», Щёлковского историко-краеведческого музея; Луганского художественного музея, Российского культурного центра в Пекине (КНР), Российского центра науки и культуры в Любляне (Республика Словения).
Участник более 300 выставок с 1986 года, в том числе проектов РАХ и ТСХР, среди которых «Красные ворота/Против течения» (2014, 2016, 2018), «Между Волгой и Дунаем» (2015), «Вставай страна огромная!» (2015), «Великий шелковый путь: Янцзы / Волга / Дунай» (2017).
Персональные выставки: «Мещанское небо» (2010, Москва), «Восток-Запад» совместно с Татьяной Новиковой (2011, Москва), «London Town» (2012, Москва; 2013 Иваново; 2014, Щёлково), «52/25» (2013, Москва), «London. Dual view of the Town» совместно с Константином Марковым (2014, Москва), «Ч/Б. Избранное» (2015, Москва), «Грани» (2015, Иваново), «Памяти павших будьте достойны!» (2016, Москва), «MAX-IMP-ART / Dedication of Homage to Escher» (2018, Москва), «Образы Зураба Церетели» совместно с Борисом Сысоевым (2019, РАХ, Москва), «Возможности невозможного» (2021, Иваново), «LXI» в ДХШ им. В. А. Серова (2021, Москва), «Город на Неве» (2022, Москва), «Сэр Ленинград, Петербург, Петроградище!» (2022, Иваново), «Столы и стулья» (2023, Иваново).
Куратор и сокуратор более 80-ти художественных и фото выставок и проектов, в том числе 40 выставок секции «Арт-фото» ТСХР. Один из кураторов Всероссийского выставочного проекта «Память» РФК, ТСХР и МСХ (2020). Сокуратор презентации фотоальбома лорда Сноудона «Snowdon on Russia» (Лондон, 2003).

## Награды
- неоднократный стипендиат Министерства культуры РФ
- Серебряная (2008) и Золотая (2009) медаль ТСХР за вклад в отечественную культуру

Награды РАХ
- Серебряная медаль РАХ (2012)
- Золотая медаль РАХ (2018)
- Диплом РАХ за активную творческую и выставочную деятельность (2019)